# Būgarī
Būgarī (persiska: بوگری) är en ort i Iran.   Den ligger i provinsen Khuzestan, i den centrala delen av landet, 500 km söder om huvudstaden Teheran. Būgarī ligger 863 meter över havet och antalet invånare är 375.
Terrängen runt Būgarī är kuperad åt sydost, men åt nordväst är den platt.Runt Būgarī är det ganska tätbefolkat, med 60 invånare per kvadratkilometer. Närmaste större samhälle är Qal‘eh Tall, 1,3 km norr om Būgarī. Omgivningarna runt Būgarī är i huvudsak ett öppet busklandskap.